# Allegro barbaro
Allegro barbaro (BB 63, Sz. 49) ist ein 1911 komponiertes Stück für Klavier des ungarischen Komponisten Béla Bartók. Der Titel des Stücks, barbaro, ist eine Anspielung auf Kritiker Bartóks, die ihn einen Barbaren nannten.

## Zur Musik
Im Stück entwickelt Bartók eine Synthese aus traditionellen ungarischen Volksklängen und moderner Harmonik. Charakteristisch sind harte Schläge, die Bartóks Ideen des Klaviers als Schlagzeug entsprechen, die mit einfachen Melodien ungarischer Bauernmusik durchsetzt sind. Diese harten Schläge werden in einer drastischen Verminderung des Tempos und dem Übergang zu einer kantablen Melodie in einem der Seitenthemen kontrastiert. Diese starken Schwankungen in der Stimmung des Stückes werden zusätzlich noch durch den Einsatz starker Dissonanzen verstärkt.
Das Stück ist über weite Strecken bitonal angelegt. Am Anfang wird z. B. in der Begleitung die Tonart fis-Moll etabliert, der sodann eine Melodie in natürlichem a-Moll aufgepropft wird. Am Schluss des Stücks wird der bitonale Charakter noch einmal plastisch herausgestellt, indem der Schlusston einer klar auf a-Moll bezogenen Unisono-Passage mit hämmernden fis-Moll-Akkorden unterlegt wird.
Aufgrund eines recht hohen Tempos (bis zu 84 Schläge auf Halbe) und komplexer Akkordstrukturen weist das Stück – bei exakter Ausführung – einen hohen Schwierigkeitsgrad auf; weshalb gerade Pianisten wie Zoltán Kocsis, die sich besonders an der Klaviertechnik von Franz Liszt geschult haben, Allegro barbaro in ihr Repertoire aufgenommen haben.

## Verschiedenes
In der Popmusik wurde Allegro barbaro von der Progressive-Rock-Band Emerson, Lake & Palmer auf deren gleichnamigem Debütalbum unter dem Namen The Barbarian adaptiert.
Von dem französischen Komponisten und Pianisten Charles Valentin Alkan gibt es ein gleichnamiges Stück für Soloklavier (Études op. 35, Nr. 5). Es gilt als ziemlich sicher, dass Bartók dieses Allegro barbaro gekannt hat, da er bei mehreren Liszt-Schülern Unterricht hatte, die mit den Werken Alkans bekannt waren. Ob es sich um eine bewusste Anspielung handelt, ist allerdings nicht belegt.